# El hombre de hierro (película)
El hombre de hierro (en polaco Człowiek z żelaza) es una película polaca dirigida por Andrzej Wajda. La historia narra la fundación del movimiento Solidarność en los astilleros de Gdańsk y de Gdynia. La película está ligada con la película El hombre de mármol (en polaco Człowiek z marmuru), siendo la predecesora de esta película.

## Argumento
Durante las huelgas en los astilleros de Gdańsk a comienzos de los años 1980, Maciek Tomczyk (Jerzy Radziwiłowicz) es un obrero marcado por la muerte de su padre, que decide unirse a Solidarność para luchar a favor de los derechos sociales. El gobierno comunista de la por aquel entonces República Popular de Polonia encarga a Winkel (Marian Opania), un empleado de la televisión de Estado, que se infiltre entre los obreros en huelga de los astilleros para investigar la actividad de Maciek y del resto de la organización. Durante la investigación, Winkel conoce a la esposa de Maciek, un compañero de estudios y varios personajes que le ayudarán a reconstruir la trayectoria sindicalista de Maciek. 
Comienza entonces una retrospectiva de la vida de Maciek que se sitúa en los disturbios de marzo de 1968, varios años atrás. Por aquel entonces, Maciek era un líder estudiantil e intenta convencer a su padre para que apoye la lucha contra el comunismo. El padre, en un gesto protector y paternalista, se niega rotundamente y prohíbe a Maciek unirse a la manifestación.
Ya llegado el 1970 los obreros polacos se sublevan de nuevo y en una de las confrontaciones con la policía muere el padre de Maciek, el cual es tiroteado por la ZOMO. Maciek se ve obligado a ir a un centro psiquiátrico tras sufrir la trágica muerte de su padre. Tras un tiempo en el asilo, Maciek regresa dispuesto a abandonar sus estudios por Solidarność.
Maciek comienza a trabajar en los astilleros pero pronto es despedido tras intentar reconstruir los hechos de la muerte de su padre. El director del astillero descubre los trapos sucios de Maciek y lo despide. Ya sin trabajo, Maciek se dedica a escribir textos en contra del gobierno y del comunismo polaco, y es encarcelado tres meses. Cumplida la condena, Maciek se reincorpora a los astilleros de Gdansk mientras continúa activo en la movilización obrera, que estalla en 1980 en forma de huelga. El resultado de esta huelga es la fundación del sindicato obrero Solidarność. 
Winkel, una vez ha averiguado toda la historia de Maciek, se da cuenta de que es víctima de una manipulación y, a pesar de la presión ejercida por su jerarquía, presenta su dimisión y se acaba juntando los sindicalistas.

## Casting
- Jerzy Radziwiłowicz - Maciej Tomczyk
- Krystyna Janda - Agnieszka
- Marian Opania - Winkel
- Irena Byrska - Matka Hulrwicz
- Wiesława Kosmalska - Wiesława Hulewicz
- Bogusław Linda - Dzidek
- Franciszek Trzeciak - Badecki
- Janusz Gajos - Z-Ca Szefa
- Andrzej Seweryn - Kapt. Wirski
- Marek Kondrat - Grzenda
- Jan Tesarz - Szef
- Jerzy Trela - Antoniak
- Krzysztof Janczar - Kryska
- Krystyna Zachwatowicz - Hanka Tomczyk (as Krystyna Zachwatowicz-Wajda)
- Bogusław Sobczuk - Redaktor TVP
- Lech Wałęsa como él mismo
- Anna Walentynowicz como ella misma

## Premios
- 37.ª edición de las Medallas del Círculo de Escritores Cinematográficos

| Categoría                 | Premiado            | Resultado |
| ------------------------- | ------------------- | --------- |
| Mejor película extranjera | El hombre de hierro | Ganadora  |

- 54.ª edición de los Oscars (1982)

| Categoría                          | Premiado            | Resultado |
| ---------------------------------- | ------------------- | --------- |
| Mejor película de habla no inglesa | El hombre de hierro | Nominado  |

- Ganadora de la Palma de Oro en la 34.ª edición del Festival de Cannes[5]